# Baron Manners

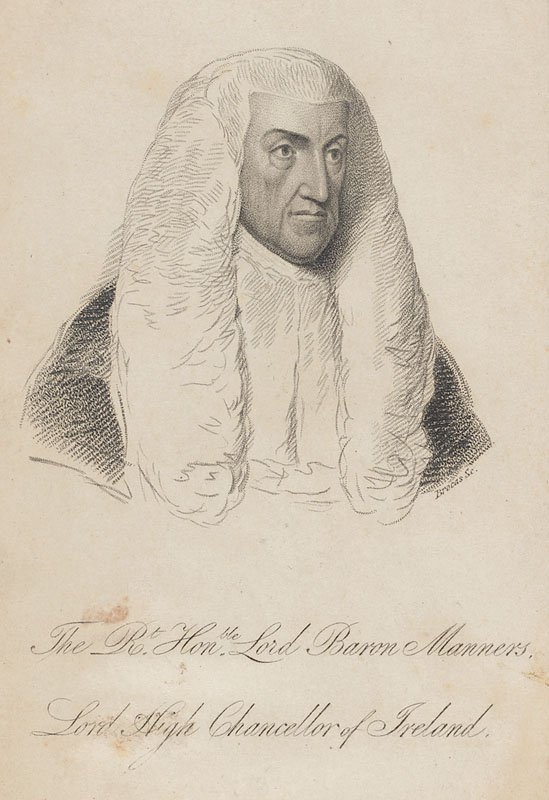
Thomas Manners-Sutton, 1. Baron Manners

Baron Manners ist ein erblicher britischer Adelstitel, der je einmal in der Peerage of England und in der Peerage of the United Kingdom verliehen wurde.

## Verleihung
Erstmals wurde der Titel am 26. Oktober 1309 in der Peerage of England für Sir Baldwin de Manners geschaffen, indem dieser per Writ of Summons zum königlichen Parlament nach York einberufen wurde. Baldwin war ein in Cambridgeshire und Norfolk begüterter Ritter und seit Mitte 1309 königlicher Constable von Rockingham Castle. Als der Ort der geplanten Parlamentssitzung bald darauf nach Westminster verlegt wurde, fehlt Baldwin aus unbekannten Gründen in der Liste der Einberufenen. Der Titel erlosch bei seinem kinderlosen Tod am 9. Juli 1320.
In zweiter Verleihung wurde am 20. April 1807 durch Letters Patent in der Peerage of the United Kingdom der Titel Baron Manners, of Foston in the County of Lincoln, dem Juristen und Politiker Sir Thomas Manners-Sutton verliehen, anlässlich seiner Ernennung zum Lordkanzler von Irland. Heutiger Titelinhaber ist seit 2008 dessen Nachfahre John Manners als 6. Baron.

## Liste der Barone Manners

### Barone Manners, erste Verleihung (1309)
- Baldwin de Manners, 1. Baron Manners († 1320)

Wappen der Barone Manners (1807)

### Barone Manners, zweite Verleihung (1807)
- Thomas Manners-Sutton, 1. Baron Manners (1756–1842)
- John Manners-Sutton, 2. Baron Manners (1818–1864)
- John Manners-Sutton, 3. Baron Manners (1852–1927)
- Francis Manners, 4. Baron Manners (1897–1972)
- John Manners, 5. Baron Manners (1923–2008)
- John Manners, 6. Baron Manners (* 1956)

Titelerbe (Heir apparent) ist der Sohn des aktuellen Titelinhabers Hon. John Manners (* 2011).